# Benoît Cauet
Benoît Cauet (Châtellerault, 2 maggio 1969) è un allenatore di calcio, telecronista sportivo ed ex calciatore francese, di ruolo centrocampista.

## Biografia
Suo figlio Kévin è anch'egli nel mondo del calcio, ma solo da allenatore in quanto non ha mai giocato tra i professionisti.

## Caratteristiche tecniche

### Giocatore
Era un centrocampista dinamico e combattivo, abile in fase di impostazione. Duttile, prediligeva il ruolo di centrale, ma poteva essere impiegato anche da esterno.

## Carriera

### Giocatore

Cauet (a destra) al Nantes-Atlantique, in contrasto sullo juventino Del Piero nelle semifinali della UEFA Champions League 1995-1996.

Dopo la stagione 1996-1997 con il Paris Saint-Germain, passa all'Inter per 5 miliardi di lire, voluto dall'allenatore Luigi Simoni su indicazione di Luis Suárez. Milita nelle file della squadra nerazzurra dal 1997 al 2001, collezionando 146 presenze e 8 reti. Si trasferisce poi al Torino, segnando la sua unica rete in maglia granata proprio nella stracittadina (2001-2002), e al Como (2002-2003), per poi tornare in Ligue 1, dove aveva mosso i primi passi da calciatore.
Ha terminato la propria carriera agonistica con una stagione in Bulgaria e una in Svizzera.
Ha vinto due campionati francesi e una Coppa di Francia con l'Olympique Marsiglia, un campionato francese con il Nantes-Atlantique, una Coppa UEFA con l'Inter (1998) e un campionato bulgaro con il CSKA Sofia (2005).

### Allenatore
Ha allenato per due anni la formazione Giovanissimi dell'Accademia Internazionale, con cui il 22 giugno 2011 conquista il titolo di campione d'Italia di categoria.
Il 6 luglio 2012, dopo aver concluso il master per allenatori di Prima Categoria il precedente 2 luglio con una valutazione di 104 su 110, riceve l'incarico di guidare i Giovanissimi Nazionali dell'Inter per la stagione 2012-2013, in sostituzione di Salvatore Cerrone passato alla guida degli Allievi Nazionali. Il 29 giugno 2013 si laurea campione d'Italia, trionfando ai tiri di rigore contro i pari età della Roma per 7-6.
Il 5 luglio seguente passa ad allenare gli Allievi Nazionali Lega Pro (classe 1998). Il 4 luglio 2016 entra a far parte, sempre nella società meneghina, del progetto di scouting per gli Under-18 e 19.
Il 2 gennaio 2019 approda sulla panchina del Concarneau, club di terza divisione francese.

### Dopo il ritiro
Abbandonato il calcio giocato, ha intrapreso la carriera di giornalista e telecronista con alcune telecronache per l'emittente tenatica Inter Channel, oltreché da opinionista sull'emittente televisiva milanese Telenova e alcune partecipazioni televisive a La Domenica Sportiva e Controcampo.
Ha lavorato anche come telecronista per il canale Sportitalia, dove forniva il commento tecnico in partite di calcio internazionale.

## Statistiche

### Presenze e reti nei club
| Stagione            | Squadra             | Campionato          | Campionato | Campionato | Coppe nazionali | Coppe nazionali | Coppe nazionali | Coppe continentali | Coppe continentali | Coppe continentali | Altre coppe | Altre coppe | Altre coppe | Totale | Totale |
| Stagione            | Squadra             | Comp                | Pres       | Reti       | Comp            | Pres            | Reti            | Comp               | Pres               | Reti               | Comp        | Pres        | Reti        | Pres   | Reti   |
| ------------------- | ------------------- | ------------------- | ---------- | ---------- | --------------- | --------------- | --------------- | ------------------ | ------------------ | ------------------ | ----------- | ----------- | ----------- | ------ | ------ |
| 1987-1988           | Olympique Marsiglia | D1                  | 11         | 1          | CF              | 0               | 0               | CdC                | 3                  | 0                  | -           | -           | -           | 14     | 1      |
| 1988-1989           | Olympique Marsiglia | D1                  | 14         | 0          | CF              | 3               | 0               | -                  | -                  | -                  | -           | -           | -           | 17     | 0      |
| 1989-1990           | Olympique Marsiglia | D1                  | 1          | 0          | CF              | 1               | 0               | CC                 | 0                  | 0                  | -           | -           | -           | 2      | 0      |
| Totale O. Marsiglia | Totale O. Marsiglia | Totale O. Marsiglia | 26         | 1          |                 | 4               | 0               |                    | 3                  | 0                  |             | -           | -           | 33     | 1      |
| 1990-1991           | Caen                | D1                  | 35         | 1          | CF              | 1               | 0               | -                  | -                  | -                  | -           | -           | -           | 36     | 1      |
| 1991-1992           | Caen                | D1                  | 37         | 3          | CF              | 4               | 0               | -                  | -                  | -                  | -           | -           | -           | 41     | 3      |
| 1992-1993           | Caen                | D1                  | 37         | 2          | CF              | 3               | 1               | Int.+CU            | 4+2                | 1+0                | -           | -           | -           | 46     | 4      |
| 1993-1994           | Caen                | D1                  | 35         | 2          | CF              | 1               | 0               | -                  | -                  | -                  | -           | -           | -           | 36     | 2      |
| Totale Caen         | Totale Caen         | Totale Caen         | 144        | 8          |                 | 9               | 1               |                    | 6                  | 1                  |             | -           | -           | 159    | 10     |
| 1994-1995           | Nantes              | D1                  | 25         | 1          | CF+CdL          | 1+2             | 0+0             | CU                 | 6                  | 0                  | -           | -           | -           | 34     | 1      |
| 1995-1996           | Nantes              | D1                  | 31         | 3          | CF+CdL          | 1+3             | 1+0             | UCL                | 9                  | 0                  | SF          | 1           | 1           | 45     | 5      |
| Totale Nantes       | Totale Nantes       | Totale Nantes       | 56         | 4          |                 | 7               | 1               |                    | 15                 | 0                  |             | 1           | 1           | 79     | 6      |
| 1996-1997           | Paris Saint-Germain | D1                  | 35         | 4          | CF+CdL          | 3+1             | 1+0             | CdC                | 8                  | 1                  | SU          | 1           | 0           | 48     | 6      |
| 1997-1998           | Inter               | A                   | 28         | 4          | CI              | 5               | 0               | CU                 | 9                  | 1                  | -           | -           | -           | 42     | 5      |
| 1998-1999           | Inter               | A                   | 28         | 1          | CI              | 7+2             | 1               | UCL                | 9                  | 0                  | -           | -           | -           | 46     | 2      |
| 1999-2000           | Inter               | A                   | 29+1       | 1          | CI              | 7               | 1               | -                  | -                  | -                  | -           | -           | -           | 37     | 2      |
| 2000-2001           | Inter               | A                   | 15         | 0          | CI              | 1               | 0               | UCL+CU             | 2+3                | 0+0                | SI          | 0           | 0           | 21     | 0      |
| ago-ott. 2001       | Inter               | A                   | 0          | 0          | CI              | 0               | 0               | CU                 | 1                  | 0                  | -           | -           | -           | 1      | 0      |
| Totale Inter        | Totale Inter        | Totale Inter        | 100+1      | 6          |                 | 20+2            | 2               |                    | 24                 | 1                  |             | 0           | 0           | 149    | 9      |
| ott. 2001-2002      | Torino              | A                   | 17         | 1          | CI              | 0               | 0               | -                  | -                  | -                  | -           | -           | -           | 17     | 1      |
| 2002-2003           | Como                | A                   | 32         | 0          | CI              | 2               | 0               | -                  | -                  | -                  | -           | -           | -           | 34     | 0      |
| 2003-2004           | Bastia              | L1                  | 31         | 2          | CF+CdL          | 0+2             | 0+0             | -                  | -                  | -                  | -           | -           | -           | 33     | 2      |
| gen.-giu. 2005      | CSKA Sofia          | A-PFG               | 15         | 0          | CB              | 4               | 2               | CU                 | -                  | -                  | -           | -           | -           | 19     | 2      |
| 2005-2006           | Sion                | CL                  | 15         | 1          | CS              | 2               | 0               | -                  | -                  | -                  | -           | -           | -           | 17     | 1      |
| Totale carriera     | Totale carriera     | Totale carriera     | 471+1      | 25         |                 | 54+2            | 7               |                    | 56                 | 3                  |             | 2           | 1           | 586    | 36     |

## Palmarès

### Giocatore

#### Club

##### Competizioni nazionali
- Campionato francese: 3

Olympique Marsiglia: 1988-1989, 1989-1990
Nantes-Atlantique: 1994-1995
- Coppa di Francia: 1

Olympique Marsiglia: 1988-1989
- Campionato bulgaro: 1

CSKA Sofia: 2004-2005
- Coppa Svizzera: 1

Sion: 2005-2006

##### Competizioni internazionali
- Coppa UEFA: 1

Inter: 1997-1998

#### Individuale
- Premio Gentleman: 1

1999